# Västra Lakaviken
Västra Lakaviken är en sjö i Luleå kommun i Norrbotten och ingår i Råneälven-Altersundets kustområde. Sjön har en area på 0,375 kvadratkilometer och ligger 2 meter över havet. Sjön avvattnas av vattendraget Lakabäcken.

## Delavrinningsområde
Västra Lakaviken ingår i det delavrinningsområde (731161-179510) som SMHI kallar för Utloppet av Västra Lakaviken. Medelhöjden är 24 meter över havet och ytan är 4,03 kvadratkilometer. Räknas de 9 avrinningsområdena uppströms in blir den ackumulerade arean 102,9 kvadratkilometer. Avrinningsområdets utflöde Lakabäcken mynnar i havet. Avrinningsområdet består mestadels av skog (54 procent) och jordbruk (14 procent). Avrinningsområdet har 0,36 kvadratkilometer vattenytor vilket ger det en sjöprocent på 8,9 procent. Bebyggelsen i området täcker en yta av 0,34 kvadratkilometer eller 8 procent av avrinningsområdet.